# 梶浦正之
梶浦 正之（かじわら まさゆき、1903年（明治36年）5月20日 - 1966年（昭和41年）12月12日）は日本の詩人。

## 略歴
愛知県海部郡佐織町勝幡に生まれる。1930年（昭和5年）に法政大学経済学部を卒業する。
早くから雅趣溢れる象徴詩を『明星』、『日本詩人』、『詩聖』などに発表し、1921年（大正10年）に『飢え悩む群れ』を刊行し、1925年（大正14年）に刊行した『鳶色の月』によって詩壇に確固たる地位を得た。その後、1935年（昭和10年）代に入ると新現実派を主唱し、詩誌『詩文学研究』を発行する。

## 詩集・著書
- 『飢え悩む群れ』（現代新詩社、1921）
- 『砂丘の夢』（詩線社、1924）
- 『鳶色の月』（曙光詩社、1925）
- 『春鶯』（桂冠詩人社、1931）
- 『青嵐』（詩文学研究会、1939）
- 『詩の原理と実験』（詩文学研究会、1939）
- 『梶浦正之詩抄』（詩文学研究会、1940）
- 『三種の神器』（詩文学研究会、1942）

## 参考
- コトバンク-20世紀日本人名事典
- 『「日本の詩」100年』（土曜美術社出版販売、2000）